# Ерих Редер
Ерих Јохан Алберт Редер (Хамбург, 24. април 1876 — Кил, 6. новембар 1960) је био нацистички званичник, морнарички вођа и адмирал флоте. Надређен Карлу Деницу.
Отац му је био управник школе. Године 1894. се придружује Морнарици. Године 1912. добија чин шефа особља. Суделовао је у бици код Догер Бенка 1915. и бици код Јиланда 1916. године.
Године 1922. постаје контраадмирал, а три године касније је већ вицеадмирал. Потпуни адмирал постаје 1928. године. Дана 20. априла 1936. године, четири дана пре свог шездесетог рођендана, постаје Генерал-адмирал.
Свађао се са Герингом, јер је имао другачије идеје о вођењу рата.
Године 1939. постаје Велики адмирал, први официр на том положају од Алфреда фон Тирпица.
Прву половину Другог светског рата водио је Ратну морнарицу, када га смењује Дениц. У мају 1943. године даје оставку на све дужности и одлази у пензију.
Као нацистички званичник суделовао је на суђењу у Нирнбергу. Тамо је због својих злочина осуђен на доживотни затвор. Из затвора Шпандау пуштен је 26. септембра 1955. године због слабог здравља, а 1957. године је издао аутобиографију: „Мој живот“.